# Revolução Libertadora (Venezuela)
A Revolução Libertadora foi uma guerra civil na Venezuela entre 1901 e 1903 em que uma coalizão de caudilhos regionais liderada pelo banqueiro Manuel Antonio Matos tentou derrubar o governo de Cipriano Castro.

## Conflito

### Antecedentes
O próprio Cipriano Castro chegara ao poder em 1899 após vencer outra guerra civil, a Revolução Liberal Restauradora, na qual derrubou o presidente Ignacio Andrade, estabelecendo um governo denominado Restaurador. Desde então seu governo fez diversas reformas, entre uma delas, centralizou as entidades federais sob o governo nacional. Essa ação levou a caudilhos de diferentes regiões a conspirar ativamente contra Cipriano Castro.
Os revolucionários foram financiados por banqueiros de Caracas, como Matos, Boulton e Velutini, que foram perseguidos pelo presidente Castro, que os obrigou, sob ameaça de prisão, a emprestar dinheiro ao governo. Ao longo de 1901, Castro conseguiu reprimir as insurreições produzidas nos estados de Bermúdez e Bolívar lideradas por Pablo Guzmán, Horacio e Alejandro Dúcharne, Zoilo Vidal e outros. O conflito se internacionaliza com a invasão do estado de Táchira por uma ofensiva colombiana em San Cristóbal comandada pelo general venezuelano Carlos Rangel Garbiras, em represália ao apoio de Castro aos rebeldes liberais de Rafael Uribe Uribe no contexto da Guerra dos Mil Dias.
Em outubro, o general Rafael Montilla (El Tigre de Guaitó) se rebela no estado de Lara, mas será finalmente em dezembro que a revolta armada geral estourará em todo o país. Primeiro, é o veterano General Liberal Luciano Mendoza quem levanta Aragua e Carabobo batizando o movimento de Revolução Libertadora; que foi formado pelos vários caudilhos regionais, cada um com capacidade de mobilizar e armar massas de camponeses em montoneras. Castro reagiu imediatamente e aumentou o número de tropas do Exército, comprando também armas modernas e um grande número de navios de guerra e transporte.

### A Revolução

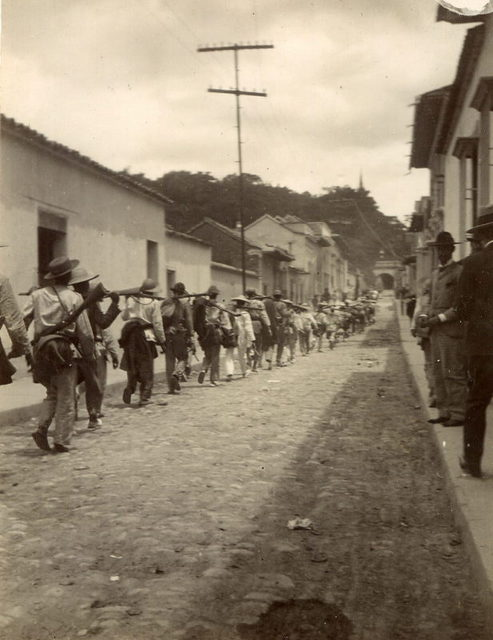
Soldados marchando durante a Revolução Libertadora

O principal líder da revolta, Manuel Antonio Matos, planejou e dirigiu as operações iniciais a partir da ilha de Trinidad, conseguindo convencer vários senhores da guerra locais insatisfeitos com o governo a se juntarem à luta. Além disso, várias empresas estrangeiras que operam na Venezuela estavam insatisfeitas e envolvidas em litígios com diferentes governos desde praticamente o início de suas atividades na Venezuela. A French Cable Company e a German Railway, entre outras, deram a Matos $ 150.000. Em dezembro de 1901, a intriga internacional contra o presidente Castro havia começado quando o chanceler alemão Theodor Von Holleben enviou um relatório detalhado ao secretário de Estado norte-americano, John Hay, detalhando uma dívida da Venezuela com o banco "Disconto Gesellschaft" de 33 milhões de bolívares, que o governo venezuelano se recusa a reconhecer. Por seu lado, Matos tinha comprado o navio "Ban Righ" em Londres, a que rebatizou de "Libertador", bem como armas e munições. Finalmente, em Janeiro de 1902, zarpou de Porto da Espanha (Trinidad) e, contornando a vigilância do exército nacional, Matos desembarcou perto de Coro, altura em que a guerra civil se alastrou por todo o país.
Em março de 1903, o presidente Castro enviou um forte contingente naval e terrestre sob o comando do general Juan Vicente Gómez para subjugar as forças de Rolando entrincheiradas em Ciudad Bolívar, na margem direita do rio Orinoco. Após um longo cerco naval que levou ao desembarque de tropas e à sangrenta batalha de Ciudad Bolívar, o general Rolando se rendeu junto de seu estado-maior em 21 de julho de 1903; assinalando o fim oficial da guerra civil.